# 艾森斯坦整数
艾森斯坦整数是具有以下形式的复数：
{\displaystyle z=a+b\omega \,\!}
其中a和b是整数，且
{\displaystyle \omega ={\frac {1}{2}}(-1+i{\sqrt {3}})=e^{\frac {2\pi i}{3}}}

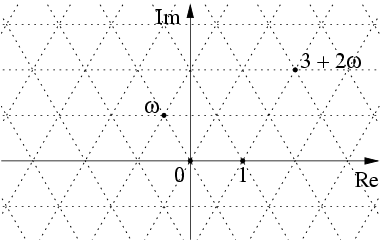
艾森斯坦整数是复平面上三角形点阵的交点。

是三次单位根。艾森斯坦整数在复平面上形成了一个三角形点阵。高斯整数则形成了一个正方形点阵。
艾森斯坦整数环是仅有的九个由{\displaystyle \mathbb {Q} ({\sqrt {D}})~(D<0)}中的代数整数构成的主理想环之一。另外的八个分别是{\displaystyle D=-1,-2,-7,-11,-19,-43,-67,-163}。

## 性质
艾森斯坦整数在代数数域{\displaystyle \mathbb {Q} (\omega )}中形成了一个代数数的交换环。每一个{\displaystyle z=a+b\omega }都是首一多项式
{\displaystyle z^{2}-(2a-b)z+(a^{2}-ab+b^{2}).\,\!}
的根。特别地，{\displaystyle \omega }满足以下方程：
{\displaystyle {{{{\omega }^{2}}+{\omega }}+{1}}=0}
因此，艾森斯坦整数是代数数。
艾森斯坦整数的范数是它的绝对值的平方，由以下的公式给出：
{\displaystyle |a+b\omega |^{2}=a^{2}-ab+b^{2}.\,\!}
因此它总是整数。由于：
{\displaystyle 4a^{2}-4ab+4b^{2}=(2a-b)^{2}+3b^{2},\,\!}
因此非零艾森斯坦整数的范数总是正数。
艾森斯坦整数环中的可逆元群，是复平面中六次单位根所组成的循环群。它们是：
{\displaystyle \{\pm 1,\pm \omega ,\pm \omega ^{2}\}}
它们是范数为一的艾森斯坦整数。

## 艾森斯坦素数
设{\displaystyle x}和{\displaystyle y}是艾森斯坦整数，如果存在某个艾森斯坦整数{\displaystyle z}，使得{\displaystyle y=zx}，则我们说{\displaystyle x}能整除{\displaystyle y}。
它是整数的整除概念的延伸。因此我们也可以延伸素数的概念：一个非可逆元的艾森斯坦整数{\displaystyle x}是艾森斯坦素数，如果它唯一的因子是{\displaystyle ux}的形式，其中{\displaystyle u}是六次单位根的任何一个。
我们可以证明，任何一个被3除余1的素数都具有形式{\displaystyle x^{2}-xy+y^{2}}，因此可以分解为{\displaystyle (x+\omega y)(x+\omega ^{2}y)}。因为这样，它在艾森斯坦整数中不是素数。被3除余2的素数则不能分解为这种形式，因此它们也是艾森斯坦素数。
任何一个艾森斯坦整数{\displaystyle a+b\omega }，只要范数{\displaystyle a^{2}-ab+b^{2}}为素数，那么就是一个艾森斯坦素数。实际上，任何一个艾森斯坦整数要么就是这种形式，要么就是一个可逆元和一个被3除余2的素数的乘积。

## 欧几里德域
艾森斯坦整数环形成了一个欧几里德域，其范数N由以下的公式给出：
{\displaystyle N(a+b\,\omega )=a^{2}-ab+b^{2}.\,\!}
这是因为：
{\displaystyle {\begin{aligned}N(a+b\,\omega )&=|a+b\,\omega |^{2}\\&=(a+b\,\omega )(a+b\,{\bar {\omega }})\\&=a^{2}+ab(\omega +{\bar {\omega }})+b^{2}\\&=a^{2}-ab+b^{2}\end{aligned}}}